# Bisdom Isangi
Het bisdom Isangi (Latijn: Dioecesis Isangiensis) is een rooms-katholiek bisdom in Congo-Kinshasa met als zetel Isangi (kathedraal Maria Middelares). Het is een suffragaan bisdom van het aartsbisdom Kisangani en werd opgericht in 1962. 
Op 14 juni 1951 werd de apostolische prefectuur Isangi opgericht door afsplitsing van gebieden van de apostolisch vicariaten van Basankusu, Lisala en Stanleyville. In 1962 werd Isangi een bisdom en de eerste bisschop was Lodewijk Antoon Jansen, S.M.M.. 
In 2016 telde het bisdom 10 parochies. Het bisdom heeft een oppervlakte van 50.000 km2 en telde in 2016 904.000 inwoners waarvan 13,3% rooms-katholiek was. 

## Bisschoppen
- Lodewijk Antoon Jansen, S.M.M. (1962-1988)
- Louis Mbwôl-Mpasi, O.M.I. (1988-1997)
- Camille Lembi Zaneli (2000-2011)
- Dieudonné Madrapile Tanzi (2016-2024)